# Chełmianki
Chełmianki, inaczej Góry Chełmianki – zespół wzniesień w okolicy wsi Dębogóra w gminie Kcynia (powiat nakielski, województwo kujawsko-pomorskie) z najwyższym szczytem Korfantówka (Góra Korfantego, w czasie zaborów Wzgórze Bismarcka) 161,9 m n.p.m. będącym najwyższym wzniesieniem na Pałukach i jednym z najwyższych w województwie. W okolicy znajdują się partie lasów mieszanych.